# Николаевский уезд (Самарская губерния)
Николаевский уезд — административно-территориальная единица в Российской империи и РСФСР, существовавшая в 1835—1928 годах. Уездный город — Николаевск.

## Общие сведения
Был расположен в южной части Самарской губернии, занимает 2 868 396 десятин. По характеру местности уезд представлял большое разнообразие.
На 1896 год жителей 494 249. Селений 276; из них в 18 свыше 500 дворов. Всего дворов 68 183. Из всех селений этого уезда нет почти ни одного, где бы состав населения был однородный.
Из селений более значительны как по числу жителей, так и по торговле сёла Балаково, Екатеринштадт, Большая Глушица, Клинцовка, Марьевка, Пестровка, Перелюб и Каменно-Бродское. В них есть почтовые учреждения. Всех волостей в уезде 56. Нотариусы есть в Балакове, Екатеринштадте и Большой Глушице.

## География

### Рельеф
С восточной стороны входит в него возвышенность Общий Сырт. Один из отрогов Сырта идёт на юго-восток между реками: Камеликом, Большой Чельсклой, тремя Чижами, Камышевой, Семенихой и Алтатой, другой направляется на юго-запад к Волге. Этот последний Сырт, имеющий местами до 10 и более вёрст ширины и перерезанный множеством оврагов и лощин, служит скатом с одной стороны на северо-запад для речек, впадающих, в реки Большой Иргиз и Большой Караман, с другой — на юго-восток, для рек, впадающих в Узени, Большой и Малый, и Еруслан. В южном своём протяжении Общий Сырт теряет характер горного хребта и обращается в безводную степь. Уже около города Николаевска местность обращается в гладкую обширную равнину, и только на границе Николаевского уезда с Новоузенским, неподалёку от истоков реки Большой Караман, среди необозримой долины, встречается высокий и огромный, до 5 вёрст в окружности, холм, называемый Яблоновым Сыртом.

### Гидрография
Река Большой Иргиз делит уезд почти на две равные части, причём сев. часть оказывается более орошённой текучими водами, нежели южная; первая орошается, кроме притоков Большого Иргиза, pp. Малым Иргизом, Чагрой и Мочей, южная — исключительно только притоками Иргиза. Река Большой Иргиз течёт по уезду на протяжении не менее 1 тыс. вёрст. Он постоянно делает повороти во все стороны и от г. Николаевска до Волги по прямому направленно не более 70 вёрст, а по течению р. Иргиз — до 400 вёрст. Малый Иргиз протекает в уезде на 150 вёрст. Вода его солоновата и пахнет илом. Из притоков его только в р. Солянке вода солёная, а в остальных большей частью вода пресная. Река Чагра течёт около 100 вёрст по границе между Николаевским и Самарским уездами. Вода её пахуча и малопригодна к употреблению. Затем по уезду протекает р. Моча (110 вёрст), Малый Караман (80 вёрст). Самые большие озера: около деревни Тяглой 200 саженей в ширину и 2 вёрст в длину, и около с. Пестровки, Богатое озеро — 1200 саж. в длину.

## Геология
В геологическом отношении уезд можно разделить на две части: восточную — холмистую и западную — степную; в первой почва сложена главным образом из древних осадочных пород, во второй — из арало-каспийских. Близ источников р. Большого Иргиза попадаются весьма твёрдые, кварцеватые песчаники и беловато-серая кварцевая порода, принадлежащая к меловой формации. Здесь, особенно близ pp. Чижей, россыпи или бугры представляют богатые каменоломни, из которых окрестные крестьяне добывают жерновый и мелкий камень, известковый, песчаный и дикий и, наконец, песок. Чем дальше к югу, тем более Сырты принимают каменистый характер и представляются то в виде пирамид, то развалин. От глиняных холмов Яблонового Сырта, по правую сторону р. Бол. Кушума и параллельно берегу р. Волги, идёт цепь холмов более древнего образования, известная под именем Каменного Сырта и которую можно проследить до р. Падовки. Близ с. Каменной Сармы и дер. Столыпина лежат холмы, снабжающие всю степь строительным камнем. В холмах местами обнажается твёрдый жёлто-серый известняк, на котором лежит плотный, светло-жёлтый известковый мергель. Известковые толщи встречаются в уезде повсюду. Близ дер. Березовой встречается охряно-желтый, рыхлый и песчанисто-землистый мергель, под ним твёрдый красновато-жёлтый известняк, покрывающий жёлто-серый известняк, пересекаемый известковым шпатом. По исследованию А. А. Штукенберга, в уезде во многих местах находили разные окаменелости, которые, очевидно, относятся к юрской формации. Ближе к берегу р. Волги, между Балаковым и. Покровской слободой, тянется пресноводная толща, состоящая из тонкослоистой глины и песка наподобие лёсса, причём во всех этих пластах, почти повсеместно, попадаются раковины: Planorbis marginatus, Pl. sperolbis и т. д. Реки и овраги этой местности обнажают исключительно пресноводные пласты. В центре же уезда, на всем пути от р. Большого Иргиза до Новоузенска, огромное большинство родников имеет воду, богатую различного рода солями, но в ложбинах дождевая вода, например, остаётся пресной.
Почва уезда представляет суглинистый чернозём с разнообразными оттенками цветов (чёрный, тёмно-бурый, совершенно бурый и серый). По всему побережью р. Волги почва песчаная, без всякой связи, с массой солончаков. Много солончаков в Каменно-Сарминской волости, где Столыпинские минеральные воды. Здесь и речная, а частью и колодезная вода солонцеватая, негодная для питья.

## Экология
Почва уезда истощена до того, что белотурка перестала родиться на крестьянских надельных землях; породы скота не улучшаются, многие из прежде существовавших видов флоры совсем исчезли, дубовые и берёзовые леса по берегам pp. Большого Иргиза, Чагры и других почти уничтожены. В 1879 г. леса было 24954 дес., в 1895 г. только 15985 дес. В лесах прежде во множестве водились горностаи, хорьки, куницы, в озёрах и реках — дикие гуси и лебеди, в лесных куртинах — фазаны к др. птицы, теперь большей частью исчезнувшие. Сильные ветры производят летом засухи, зимой — большие метели. Отсутствие лесов повлияло и на гидрографию уезда: многие мелкие реки, озера и болота совершенно исчезли, некоторые озера засорились и образовали грязные болота.

## История
Первыми поселенцами края были кочевники — калмыки, башкиры, ногайцы и казахи. После них остались многочисленные курганы, развалины древних мечетей и надгробные памятники. Особенно замечателен курган Мостовский, при реке Большой Иргиз, служивший становищем для сторожевых людей во время набегов татар. В курганах уезда найдено много древностей и татарских монет.
Первые русские поселения появились здесь после покорения царств Казанского и Астраханского, но их было немного. Начало колонизации оседло-земледельческим населением здесь положено раскольническими общинами, вследствие указов 1716, 1718, 1727 и 1762 годов.
За раскольниками-старообрядцами последовали молокане, которых в конце XVIII века было 970 человек. По призыву императрицы Екатерины II явились немецкие колонии; уже в 1773 году их было 24 (5009 жителей).
Уезд образован в 1835 году в составе Саратовской губернии из заволжских частей Хвалынского и Вольского уездов.
В 1851 году уезд передан в состав вновь образованной Самарской губернии.

### Проект по искусственному орошению
С целью искусственно оросить поля и луга и произвести лесонасаждения в степях была снаряжена экспедиция под начальством Г. И. Жилинского. Она начала ирригационные работы в 1880 г. Для обводнения была устроена плотина на сухой балке Солянке, впадающей в реку Малый Иргиз. Благодаря этой плотине образовался пруд, длиной 650 саженей, шириной от 18 до 49 саженей и глубиной у плотины 2,70 саженей, вместимостью до 32 400 куб. саженей воды. Другой обширный пруд, длиной 960 саж., площадью 57 660 кв. саженей, глубиной 2,90 саженей и вместимостью до 83 500 куб. саженей, устроен, также с помощью плотины, в бассейне оврага Россоши; есть и другие однородные сооружения. Всего экспедицией устроено на казённой земле 4 пруда; их поверхность 574 дес., объём — 670 тыс. куб. саженей воды, поверхность лиманов — 2 100 дес., поверхность правильного орошения — 1 950 дес. Кроме того, на крестьянских землях устроено 5 прудов для водопоя, общей площадью 95 дес., объёмом воды 320 тыс. куб. саженей; при этом возможно оросить 450 дес. лиманов и 600 дес. посевов. Стоимость орошения 1 дес. составляет: лиманного — от 5 до 20 руб., правильного — от 45 до 90 руб.

### Годы советской власти
11 ноября 1918 года уездный город Николаевск был переименован в Пугачёв, а Николаевский уезд в Пугачёвский.
В 1921—1924 годах часть уезда выделялась в самостоятельный Балаковский уезд.
В 1923 году была упразднена Августовская (территория передана в Большечерниговскую волость) волость.
25 февраля 1924 года из Пугачёвского уезда в Самарский были переданы Андросовская, Вязово-Гайская, Дмитриевская, Екатериновская, Каменно-Бродская, Колокольцовская, Криволучье-Ивановская, Мокшанская, Подъём-Мошанская, Самаровская, Суховязовская и Ягодинская волости.
14 мая 1928 года Самарская губерния вошла в Средневолжскую область.
Пугачёвский уезд входил в состав Самарской губернии до 21 мая 1928 года. В период с 21 мая 1928 год а по 11 июня 1928 года является частью Нижне-Волжской области. С 11 июня 1928 года Пугачёвский уезд преобразован в Пугачёвский округ Нижне-Волжского края РСФСР.

## Административно-территориальное деление
В соответствии с переписью населения 1926 года в состав Пугачевского уезда Самарской губернии входили следующие волости:
- 1. Балаковская — с. Балаково
- 2. Березовская
- 3. Березово-Лукская
- 4. Больше-Глушицкая
- 5. Больше-Черниговская
- 6. Давыдовская
- 7. Ивановская
- 8. Ивантеевская — с. Ивантеевка
- 9. Имилеевская
- 10. Канаëвская
- 11. Корнеевская
- 12. Красноярская

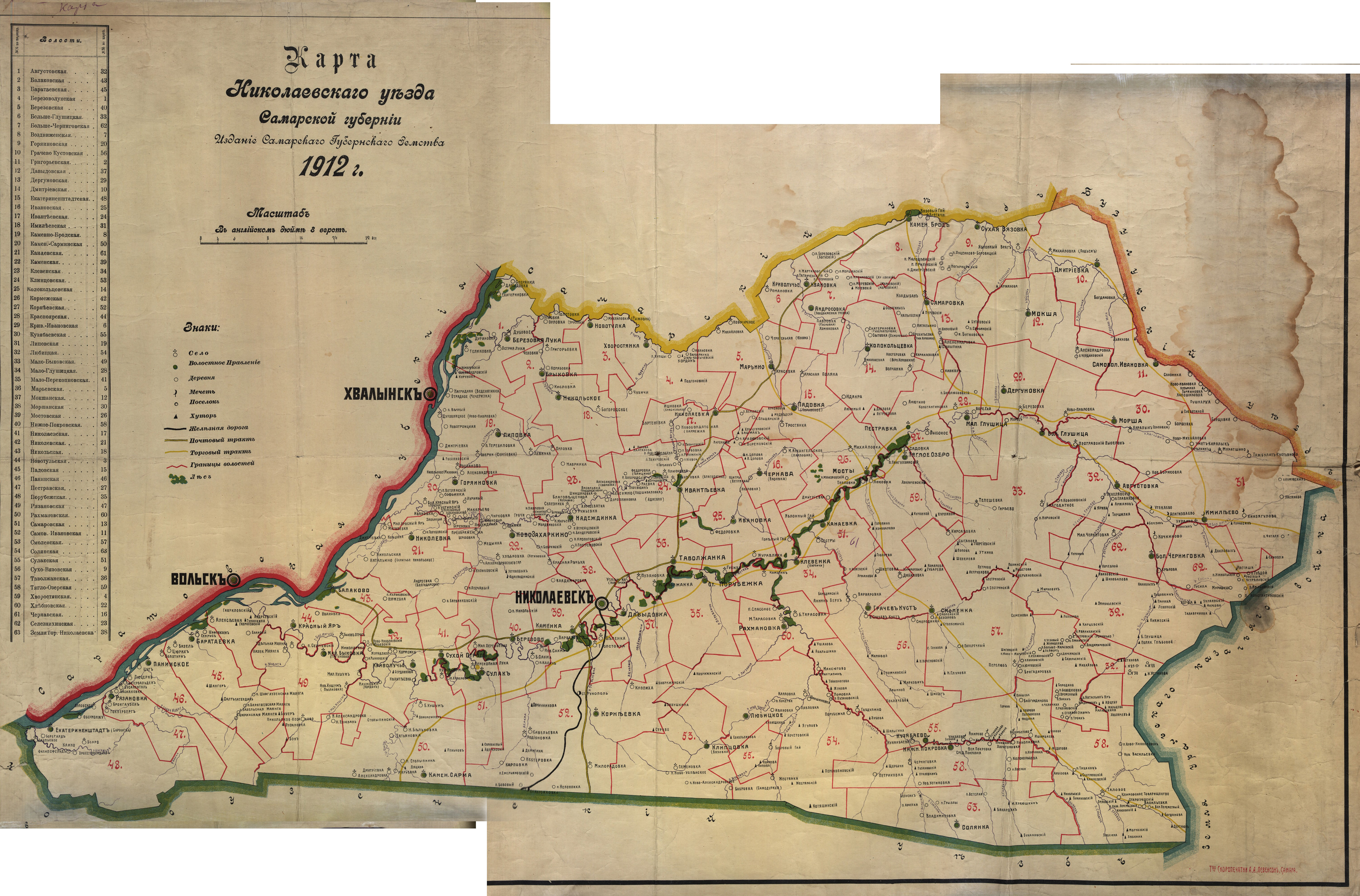
Карта волостей Николаевского уезда Самарской губернии 1912 года

- 13. Криволучье-Сурская — с. Криволучье
- 14. Кузябаевская — д. Кузябаево
- 15. Липовская — с. Липовка
- 16. Любицкая
- 17. Мало-Быковская
- 18. Марьевская
- 19. Моршанская
- 20. Надеждинская
- 21. Нижне-Покровская
- 22. Николевская
- 23. Перелюбская — с. Перелюб
- 24. Пестравская
- 25. Смоленская
- 26. Старо-Порубежская
- 27. Сухо-Вязовская
- 28. Сухо-Отрогская
- 29. Хворостянская

## Население
| Год  | Численность | Численность |
| ---- | ----------- | ----------- |
| 1890 | 479 835     | [ 3 ]       |
| 1897 | 494 736     | [ 4 ]       |
| 1910 | 619 111     | [ 5 ]       |

Башкир в уезде около 7 тысяч, татар около 1100. За 29 лет с 1858 по 1887 г. население уезда увеличилось на 63380 чел. К 1 января 1896 г. жит. 494249 (246686 мужчин и 247563 женщин): православных 382965, раскольников 46770, католиков 10842, протестантов 41365, магометан 11126, евреев 242, прочих исповеданий 939. Дворян 268, духовного сословия 1682, почётных граждан и купцов 876, мещан 1217, военного сословия 8564, крестьян 481245, проч. сословий 397. Из числа раскольников белопоповцев 18020, беспоповцев 9651, молокан 4576, австрийского толка 4437 и т. д.

### Немецкие колонии
Немецкие колонии, числом 26, тянутся вдоль левого берега р. Волги, от устья р. Большого Иргиза до устья р. Малого Кармана, на 75 вёрст. Всех дворов в них 6740, жит. 49274. Форма землевладения у них исстари общинная. Благодаря общественным запашкам, населению не нужно прибегать к продовольственным ссудам. Общины берут из волостной кассы деньги на продовольствие или обсеменение полей (наличных волостных капиталов до 170 тыс. руб.). У колонии 106598 дес.; весьма распространены плуги, жнеи и др. усовершенствованные орудия. В Баронске устроен завод для выделки земледельческих орудий. На 10 дес. удобной надельной земли приходится 30 голов продуктивного скота. Коров в колониях в 1889 г. было 7649, рогатого скота 8401, овец и коз 21226, свиней 7845. Табаководством колонисты занимаются с самого основания колонии. В 1894 г. под табаком было 1028 дес. 916 саж.; собрано русск., нем. и турецк. табака 58058 1/2 пудов. Садоводство и огородничество развито. В садах много яблонь; в некоторых колониях сеют подсолнечник, мяту, ромашку, кольраби и т. п.

## Экономика

### Землевладение
Казне принадлежат 234577 дес., уделу 102065, дворянам 306668, купечеству и мещанству 416011 дес., церквям и монастырям 10723 дес., сельским обществам 1824992 дес.
Неудобных земель в уезде числилось в 1895 г. 332870 десятин.

### Земледелие
Главное занятие жителей — земледелие. В 1895 г. было засеяно десятин земли надельной 364788, собственной 49555, арендованной 81356. В среднем ежегодно засевается (в десятинах) под рожь 101500 дес., пшеницу 290500 дес., овес 34200 дес., ячмень 12400 дес., полбу 15 дес., гречиху 500 дес., просо 39150 дес., кукурузу 1350 дес., горох 2140 дес., картофель 4100 дес., лен 750 дес. и коноплю 300 дес. Средний годовой сбор (в пудах): ржи 2290200 пудов, пшеницы 6110500 пудов, овса 1100100 пудов, ячменя 260300 пудов, полбы 150 пудов, гречихи 8500 пудов, проса 500970 пудов, кукурузы 65100 пудов, гороха 58300 пудов, картофеля 990500 пудов, льняного семени 16500 пудов, волокна 8100 пудов, конопляного семени 7500 пудов, волокна 3200 пудов. Под заливными лугами 37798 дес., незаливными — 205747 дес.; собрано в 1895 г. сена 12107991 пудов. Бахчеводство развито в 80 обществах, садоводство — в 60. Разводятся преимущественно арбузы и тыквы, реже дыни. Садоводов-крестьян во время переписи было 4998. У 354 пчеловодов ульев было 3917. Под общественными запашками 12275 дес., в 284 общинах.

### Скотоводство
В 1895 г. лошадей числилось в уезде 184345, рогатого скота 128470 голов, овец простых 211125, тонкорунных 20456, свиней 26416, коз 4114, верблюдов 116. Конских заводов 8, с 49 производителями и 482 матками: более или менее выдающихся ферм 12, с 1100 головами племенного и полуплеменного скота.

### Промыслы
Промыслами в уезде занимались при переписи 28503 чел.: 15651 чел. сельскохозяйственными или земледельческими промыслами, 12852 — неземледельческими (извоз, приготовление нагаек, чулок и т. п.). В отхожие промыслы уходило около 2000 чел.

### Промышленные предприятия
Фабрик и заводов в 1895 г. 150, с оборотом в 264301 руб., при 535 рабочих: 2 крупчатки на 149540 руб., паровая мукомольня на 57000 руб., салотопленных и бойных заводов 2, мыловаренный 1, кожевенных 7, поташных 2, маслобоен 17, крупо- и просообдирочных 28, овчинных 73, солодовенных 1; чугунолитейных 2, кирпичных 7, гончарных 6, лесопильня 1.

### Торговля
Главный предмет торговли — хлеб. Важнейшие пункты сбыта — приволжские пристани: Самара, Балаково, Баронск, Духовницк, Хвалынск, Екатериновка, затем г. Николаевск. Ярмарок 87; товара привезено на 1446100 руб., продано на 346326 руб.

## Образование
Уездное земство принимает участие в содержании училищ, если общество выстроит дом и примет на себя расходы на хозяйственные нужды. В 1894 г. земско-общественных училищ. было 84 муж. (4669 учащихся) и 12 жен. (1028 учащихся). При 4 училищах ремесленные отделения. В 1895 г. открыто ещё 5 училищ. Кончили курс 343 мальчиков и 61 девочек. Земство даёт на церковно-приходские школы и школы грамоты по 1500 руб. в год. Их было 130, с 4753 учащ. На счёт земства обучалось в гимназиях (2), в университете (1) и в Самарской школе учительниц (2) всего 5 чел. В 1894 г. земство израсходовало на народное образование 36668 руб., сельские общества — 113459 руб. 2 инородческих училища, с 84 учащимися, и 27 учил. в колониях, с 9427 учащимися. В с. Екатеринштадте русское центральное училище. Библиотек-читален 3.

## Церковь
Монастырей православных 2 (оба женские) и 3 единоверческих (2 жен.). Церквей православных 164, единоверческих 8, раскольничьих молелен 32, римско-католич. церквей 10, лютеранских 32; синагога; мечетей 17. Часовен православных и единоверческих 7.

## Медицина
12 земских врачебных участков: каждым участком заведует врач; при нём фельдшер, фельдшерица-акушерка или акушерка. В городском участке прибавлено ещё 2 фельдшера. Кроме городской больницы на 40 кров., 3 сельских лечебницы, с 35 кров., 10 приёмных покоев, с 34 кров., и 5 фельдшерских пунктов. Весь расход на медицинскую часть — 59228 руб. Губернское земство содержит в уезде 5 ветеринарных врачей. Весь расход на ветеринарное дело в уезде в 1894 г. — 10074 руб. Земская аптека в Николаевске, 5 вольных аптек.

## Земские расходы, налоги и сборы
Всех земских расходов в 1894 г. было 196487 руб., в том числе обязательных 96555 руб. На содержание управы израсходовано 13080 руб. Имеется земская почта. По исследованию 1887—88 гг. мирских расходов было 416039 руб., в том числе на пастухов 250875 руб., на школы 9400 руб., на церкви и причты 20574 руб., на писарей 22250 руб., старост 6290 руб. и т. д. С оброчных статей сельские общества получили 160701 руб.